# Intuición
La intuición (del latín intuitio, «mirar hacia dentro» o «contemplar») es un concepto de la Teoría del conocimiento aplicado también en la epistemología que describe el que es directo e inmediato, sin intervención de la deducción o la razón (o razonamiento), siendo considerado como evidente.
Se cree que la percepción sensible ofrece un conocimiento intuitivo de la realidad. De la misma forma, el entendimiento tenía una "intuición intelectual" capaz de conocer la esencia de las cosas y sus diversas formas mediante los conceptos.
En la Edad Moderna ha sido estudiado por los racionalistas, los empiristas, Kant y el criticismo y la fenomenología.
No obstante lo anterior, poco a poco el problema de la intuición ha ido derivando desde el campo de la especulación filosófica al campo de la ciencia positiva, siendo considerado más bien un tema de investigación psicológica y neurológica.
Según algunas teorías psicológicas, se le llama intuición al conocimiento que no sigue un camino racional para su construcción y formulación, y por lo tanto no puede explicarse o, incluso, verbalizarse. El individuo puede relacionar ese conocimiento o información con experiencias previas, pero por lo general es incapaz de explicar por qué llega a una determinada conclusión o decisión. Las intuiciones suelen presentarse más frecuentemente como reacciones emotivas repentinas a determinados sucesos, percepciones o sensaciones que como pensamientos abstractos elaborados y muy relacionados con las creencias e ideologías.
En el lenguaje popular suele significar con frecuencia presentimiento.

## Enfoques racionales de la intuición
La conciencia no crítica. Suele dar por supuesto que el conocimiento directo en la experiencia por los sentidos garantiza una intuición acerca de lo real.
Como se ha explicado la intuición en cuanto origen del conocimiento y sus formas, así como su relación con la realidad y por tanto su contenido de verdad, ha dado lugar a casi todas las formas de consideración acerca del valor de la filosofía y de la ciencia.
Desde el comienzo de la reflexión filosófica el conocimiento de los sentidos ha sido puesto en cuestión en cuanto a su objetividad y universalidad, y por tanto su valor de conocimiento científico; suscitándose, entonces, el problema permanente acerca de cómo es posible el valor objetivo de los conceptos y su relación con lo sensible y, en definitiva, la objetividad del conocimiento en su pretensión de conocimiento verdadero como ciencia.
La llamada filosofía tradicional ha justificado la verdad de los conceptos como conocimiento obtenido por abstracción del conocimiento singular de la experiencia, puesto que el entendimiento agente era capaz de "intuir las esencias" de las cosas.
Si tradicionalmente se admitía la intuición del conocimiento sensible de la experiencia como la intuición intelectual del entendimiento en la elaboración de los conceptos, tal planteamiento cambia radicalmente en la Edad Moderna.
Descartes desde el racionalismo considera válida la intuición:
- en la representación sensible de la extensión como ideas en la conciencia y
- como deducción de ideas en la conciencia a partir de unos principios o ideas innatas; lo que denomina análisis como conocimiento evidente con certeza, en la confianza en la bondad de Dios que no puede engañarse ni engañarnos.

Los empiristas en cambio no reconocerán más intuición que la intuición sensible de la experiencia como ideas en la conciencia; concibiendo la evidencia como "representación en la conciencia".
Kant distingue, en su Crítica de la razón pura, la intuición sensible condicionada a las "intuiciones puras de la sensibilidad" pero no acepta la intuición intelectual. Siguiendo respecto a la primera el modelo empirista, considera los conceptos de la experiencia como una síntesis (juicios sintéticos) de lo empírico o "a posteriori" y la propia actividad del entendimiento en la aplicación a dicho contenido empírico de unos conceptos "a priori", (aplicación de las categorías); el campo de aplicación de unos posibles "juicios sintéticos a priori", los propios de la ciencia, queda limitado al campo de la experiencia posible. Lo que da lugar al criticismo.
Un intento de superación de la postura kantiana ha sido la de la fenomenología de Husserl pretendiendo una "intuición de esencia" que recuerda la intuición tradicional platónico-aristotélica.
La cuestión del conocimiento científico en su relación con los conocimientos "formales" o a priori y los contenidos "materiales" de la experiencia dio lugar a una profunda problemática en cuanto a la consideración y justificación del conocimiento científico.
Los matemáticos por ejemplo según consideraron el fundamento de su ciencia se denominaron intuicionistas o formalistas.
Hoy día la intuición es considerada dentro del marco de investigación de las acciones cognitivas, lo que se conoce como cognitivismo. Es un problema de transversallidad en que intervienen multitud de ciencias tanto estrictamente positivas (neurofisiología, biología molecular, genética, psicología,..etc.) como sociales (antropología, sociología, lingüística, cultura... etc).
Según Burke y Miller la intuición sería la solución de problemas realizada de modo inconsciente y basada en el conocimiento acumulado por la experiencia cotidiana, la actividad profesional específica y la formación académica. Es decir, que la intuición no es una facultad distinta a la actividad racional y creativa ordinaria; su diferencia radicaría en que el proceso que da lugar a su realización práctica se llevaría a cabo mediante una intervención automática del subconsciente, en el que este seleccionaría la información guardada en la memoria relevante en cada situación particular.

## Desde la psicología cognitiva y la psicología analítica
Jean Piaget en su obra Seis estudios de psicología, considera la intuición como una de las etapas del desarrollo mental en la primera infancia. La define como una simple interiorización de las percepciones y los movimientos bajo la forma de imágenes representativas.
La intuición es comprensión sintética, es el primer indicio de una profunda unificación subjetiva. La manera más útil de desarrollar la intuición es mediante la interpretación de los símbolos.
Para el psicólogo Carl Gustav Jung la intuición es una función psicológica que transmite percepciones por vía inconsciente. Todo puede ser objeto de esa forma de percepción, tanto objetos externos como internos. En la intuición un contenido cualquiera se presenta como un todo acabado, sin que al comienzo seamos capaces de indicar o averiguar como ha llegado a constituirse. Sus contenidos tienen, como los de la sensación, el carácter de lo dado, al contrario de los contenidos del sentimiento y el pensamiento que tienen el carácter de algo 'derivado' o 'producido'.
Se necesitan símbolos "mágicamente" efectivos, que contengan aquellos analogismos primitivos que hablan a lo inconsciente. Sólo mediante el símbolo puede lo inconsciente ser alcanzado y expresado.
Esa función del símbolo en el desarrollo de la intuición la define Howard Gardner como inteligencia intrapersonal, como la habilidad para plasmar los sentimientos en códigos simbólicos.
Algunos autores entre ellos Gerd Gigerenzer argumentan que habitualmente se desarrollan muchos procesos mentales en el cerebro que perciben y elaboran deducciones inconscientes o en un sentido más biológico ponderaciones condicionadas por los prejuicios cognitivos donde solo el resultado pasa a ser consciente. Al conocer el resultado de forma consciente y no el como se ha llegado a este la persona interpreta ese resultado como una intuición o además debido a factores evolutivos como un resultado acertado. Este proceso natural es una herencia evolutiva que permite una rápida conclusión que no entre en conflicto con la voluntad o consciencia del individuo.
Otros autores asocian este factor evolutivo a la selección puesto que aquellos cuyo resultado inicial más rápido les parece correcto reaccionan también con mayor velocidad y en condiciones de competencia esto puede ser una ventaja, independientemente de la veracidad de la información o de como se ha llegado a este. La intuición por tanto no deja ser una forma de prejuicio cognitivo. Con frecuencia es necesario saber solo el resultado, puesto que así se evita el gasto energético de deducirlo conscientemente. Sin embargo, este modo de razonamiento aunque eficiente evolutivamente no lo es cuando la respuesta inmediata no es necesaria. La consciencia es la forma que tenemos los humanos de manejar mediante la lógica (reglas demostradas correctas sobre y con la experiencia) y la experiencia (datos de entrada del mundo definido por nuestros sentidos) eficientemente a nuestro ambiente. Las reglas de la lógica no son las únicas reglas que han sido usadas puesto que a lo largo de la historia se han usado diferentes reglas o normas ideadas por diferentes estamentos sociales para dilucidar lo que es verdad y lo que no es verdad a partir de nuestros sentidos. Véase epistemología y método científico.
Por otro lado la intuición analizada desde la perspectiva de la lógica no conduce a un resultado necesariamente falso o falaz aunque el modo de razonamiento con el que se ha llegado a este puede que sí lo sea. El no conocer el modo de razonamiento nos hace caer en la falacia ad ignorantiam (prejuicio cognitivo) impidiendo saber si el método que realiza nuestro cerebro inconscientemente es correcto o no. Esto es así puesto que el saber o conocer cómo se ha llegado al resultado permite la sistematización, automatización y verificación del patrón de razonamiento. Una vez conocido este patrón se puede probar y verificar si es cierto para todos los casos. La verificación es muy importante ya que permite evitar el auto-engaño y aproximarse a la verdad. Por tanto, se hace necesario desde una perspectiva sosegada analizar e intentar descubrir como el cerebro ha llegado a dicha conclusión con los datos que posee. De esta forma se pasa de la intuición a la deducción. Así el modo de razonamiento puede salir a la luz para mejorarse y/o modificarse.

### La intuición en la tipología psicológica
Carl Jung en su libro Tipos psicológicos propuso la existencia de cuatro funciones principales en la consciencia entre las cuales se encuentra la función intuición. Las tres funciones restantes son la sensación, el pensamiento y el sentimiento. Estas cuatro funciones son modificadas por dos actitudes principales: introversión y extraversión. A partir de esta teoría se desarrolla más tarde el Indicador Myers-Briggs que cuenta con 16 combinaciones tipológicas (8 tipos más que en la tipología junguiana clásica); 
INTJ; Introvertido, Intuitivo, Pensamiento (Thinking), Calificador (o Judging).
INFJ; Introvertido, Intuitivo, Sentimiento (Feeling), Calificador (o Judging).
ENTP; Extravertido, Intuitivo, Pensamiento (Thinking), Perceptivo.
ENFP; Extravertido, Intuitivo, Sentimiento (Feeling), Perceptivo.
Los dos primeros pertenecen a la intuición introvertida con orientación pensamiento y sentimiento respectivamente; y los dos últimos a la intuición extravertida con orientación pensamiento y sentimiento, también respectivamente.

## Aspectos cognitivos
Desde una perspectiva cognitiva, se considera que el cerebro trabaja con una mente de dos vías, las cuales interactúan. Según Daniel Kahneman, hay: 
- una mente oculta e intuitiva que es rápida, automática, que no requiere esfuerzo y que es asociativa e implícita, y a la que no es posible acceder por introspección. Sobre ella, influirían dos elementos: 1) una serie de atajos mentales, heurísticos, desarrollados a lo largo de la evolución, que son los que capacitan a los seres humanos para los juicios rápidos y frugales (y que, en ocasiones, generan indicios perceptivos que pueden generar ilusiones o falsas percepciones); 2) las asociaciones aprendidas a lo largo de una historia vital, que se constituyen en sentimientos que guían nuestros juicios.
- por otro, está la mente consciente o explícita, discursiva, secuencial, racional, y que requiere un esfuerzo para que funcione.

## Esoterismo
Las mayoría de doctrinas esotéricas dan una gran estima a la intuición, entendiéndola como una facultad complementaria o alternativa a la razón.